# Pterocheilus varius
Pterocheilus varius är en stekelart som beskrevs av Gusenleitner 2002. Pterocheilus varius ingår i släktet palpgetingar, och familjen Eumenidae. Inga underarter finns listade i Catalogue of Life.